# Енергетика у Републици Српској
Енергетика у Републици Српској сложен је привреднисистем увезан у јединствену целину унутар Босне и Херцеговине који обухвата производњу и дистрибуцију топлотне и електричне енергије произведену у индустријским енерганама, термоелектранама -топланама и соларну електричну енергију.

## Дефиниције
- Бруто производња електричне енергије - представља укупно произведену електричну енергију на генератору.[1]

- Нето производња електричне енергије -   представља електричну енергију испоручену електромрежи из електрана, а добија се као разлика између произведене електричне енергије на генератору и властите потрошње.[1]

- Сопствена потрошња у енергетском сектору - обухвата потрошњу енергије за погонске сврхе у енергетском сектору.[1]

- Енергија расположива за финалну потрошњу - је енергија на располагању крајњим корисницима. Израчунава се тако што се од збира бруто произведене и примљене електричне енергије одузме испоручена електрична енергија, сопствена потрошња у енергетском сектору и губици при преносу и дистрибуцији.[1]

- Финална потрошња - обухвата електричну енергију потрошену за енергетске сврхе у индустрији, грађевинарству, саобраћају, домаћинствима, пољопривреди и код осталих потрошача.[1]

## Опште информације
Укупна потрошња енергије у Републици Српској осигурава се властитом производњом, увозом и добавом из Федерације БиХ (али се одређене количине енергије извозе у Федерацију и Дистрикт Брчко). 
Учешће властите производње примарне енергије у укупној потрошњи смањиваће се у односу на 2005. годину до вредности од 64,6% у 2020. години. Укупна потрошња енергије у раздобљу од 2010. до 2015. године повећаваће се са просечном годишњом стопом од 5,2%, а у раздобљу од 2015. до 2020. годишњом стопом од 2,3%.

У другој деценији 20. века уочљиво је значајно учешће увоза енергије у укупној потрошњи (то се односи углавном на увоз сирове нафте и природног гаса). Ова зависност од увоза енергије повећаваће се у наредним годинама; у 2010. години учешће увоза у укупној потрошњи енергије је износило 56% према, али је у 2020. години износио 98%, тако да је увоз енергије биио већи од потрошње.

## Регулатива

### Законо о енергетици РС
Законом о енергетици уређују се основи енергетске политике Републике Српске, доношење Стратегије развоја енергетике, планова, програма и других аката за њено спровођење, основна питања везано за регулисање и обављање енергетске делатности, коришћење извора енергије и услове за остваривање енергетске ефикасности. Овим законом прописано је да је коришћење  извора енергије и ефикаснe когенерацијe у Републици Српској од општег интереса за Републику.

### Стратегија развоја  енергетике Републике Српске до 2030.
Стратегијом развоја енергетике Републике Српске до 2030. године, која је донесена у марту 2012. године, дефинисани су стратешки циљеви и анализирани правци развоја у неколико сценарија, у овој области укључујући и област обновљивих извора енергије.
Уговором који је Босна и Херцеговина  потписала приступањем Енергетској заједници југоисточне Европе 2006. године преузела је обавезе које се заснивају на принципима ефикасне регулације и либерализације енергетског сектора, слободне конкуренције, сигурног снабдевања енергијом и обезбјеђења заштите животне средине, чиме је и за Републику Српску преузета обавеза имплементације правног насљеђа Европске уније.
Eнергетика представља најзначајнију привредну грану јер се на њеном развоју заснива укупни економски развој са последицама на запошљавање, миграције становништва, еколошки квалитет и повезивање са европским окружењем. Имајући у виду да, енергетски ресурси Републике Српске нису у довољној мери то и расположиви подаци о њиховим капацитетима и локацијама нису коначни да би енергетски потенцијали могли да буду у потпуности сагледани.
Геолошке резерве примарних извора енергије (угаљ, сирова нафта, гас, уран, уљни шкриљци), као и енергетски потенцијали воде и других обновљивих извора енергије, представљају значајну, али недовољно сагледану основу за даљи развој енергетске привреде Републике Српске. Да би се употпунила основа за одрживи развој енергетике Републике неопходно је и ефикасније коришћење енергије уз смањење енергетског интензитета и оптимално коришћење домаћих необновљивих и обновљивих енергетских извора.

### Закон о обновљивим изворима енергије и ефикасној когенерацији
Закон о обновљивим изворима енергије и ефикасној когенерацији којим се детаљније уређује област обновљивих извора енергије, уређује се планирање и подстиче производње и потрошње енергије из обновљивих извора и у ефикасној когенерацији, технологије за коришћење обновљивих извора енергије, мере подстицаја за производњу електричне енергије коришћењем обновљивих извора енергије и у ефикасној когенерацији, спровођење система подстицања производње енергије из обновљивих извора и
изградња постројења за производњу електричне енергије из обновљивих извора енергије и друга питања од значаја за ову област.
Циљ овог закона је, поред промовисања и подстицања производње и потрошње електричне и топлотне енергије из ОИЕ и ЕК, остваривање енергетске политике у погледу постизања обавезујућих циљева учешћа енергије из ОИЕ у односу на бруто финалну потрошњу енергије у Републици Српској, допринос заштити животне средине, подршка реализацији циљева за ублажавање климатских промена, допринос одрживом развоју, рационалније коришћење примарних извора енергије, повећањси гурности снабдијевања енергијом, побољшање диверсификације извора и сл.

## Хидроенергетски потенцијали РС
Због својих природних карактеристика (развијен рељеф, релативно богатство оборина, развијена хидрографска мрежа), Република Српска се сврстава у подручја богата хидроенергетским потенцијалом. Тренутна искориштеност укупних потенцијала за производњу електричне енергије у Републици Српској је око 30%, што говори о могућностима улагања и развоја овог сектора. Инсталисана снага тренутно расположивих електро-енергетских капацитета у Републици Српској износи око 1.300 МW/h, која би се након реализације неколико капиталних пројекта требала утростручити (термо-електрана Станари, Гацко и Угљевик; хидро-централа Бук Бијела на реци Дрини; хидро-централа на реци Требишњици итд).
Најзначајнији део хидроенергетског потенцијала налази се;
- већим делом у сливовима река Дрине, Врбаса и Требишњице,
- мањим делом у сливовима река Уне, Сане, Босне и Неретве.

Сва ова сливна подручја истраживана су у циљу искоришћавања водног потенцијала за производњу електричне енергије.
Релевантне студије показују да распложиви хидроенергетски потенцијал слива реке Врбас износи око 4270 GWh електричне енергије, у средње влажној години, од чега на основни водоток отпада 2.510 GWh или 58,8%, а на све притоке 1760 GWh или 41,2 %. Хидроенергетски потенцијал реке Врбас на целом њеном сливу искоришћен је нешто више од петине, а на подручју тока кроз Републику Српску још и мање. Од укупно искористивог хидроенергетског потенцијала сливног подручја Врбаса који износи око 3.200 GWh данас се за производњу електричне енергије користи око 720 GWh или 22,5 одсто кроз хидроелектране Јајце 1, Јајце 2 и Бочац.
| Сливно подручје         | Могућа инсталисана снага (MW) | Просечна годишња производња (GWh) |
| Дрина                   | 1948,34                       | 4741,37                           |
| Врбас                   | 395,13                        | 1579,28                           |
| Требишњица              | 738,08                        | 2438,08                           |
| Уна и Сана              | 55,96                         | 269,24                            |
| Неретва                 | 48,33                         | 145,29                            |
| Босна                   | 165,85                        | 789,40                            |
| Укупно Република Српска | 3351,69                       | 9962,66                           |

Укупан технички искористив хидроенергетски потенцијал Републике Српске износи 3.351,69 MW инсталисане снаге и 9.962,66 GWh. просечне годишње производње електричне енергије, од чега је искоришћено око 2.985,8 GWh/год.
Енергетски потенцијал снаге испод 0,5 MW (микро и мини хидроелектране) да данас није дедетаљно истражен на подручју Републике Српске.

## Термоенергетски потенцијал РС
Угаљ је најзаступљенији енергетски ресурс који се данас користи у Републици Српској. Разлог за коришћење угља као извора енергије је његова распрострањеност и количине задовољавајућег квалитета. Највећи проценат експлоатисаног угља у Републици Српској користи се у термоелектранама за производњу електричне енергије, док се одређене количине користе у другим секторима (углавном индустрија и топлане). Резерве на којим ће се развијати експлоатација угља су релативно равномјерно распоређене на цијелој територији Републике Српске, од Љешљана на западу до Гацка на југо-истоку.
Данас се угаљ у Републици Српској експлоатише на три локације – Гацко (лигнит), Угљевик (мрки) и Станари (лигнит). Рудник Миљевина који је тренутно затворен.
Гацко и Угљевик производе угаљ за потребе термоелектрана (98% пласмана) и широке потрошње. Капацитет рудника Гацко је 2,1 милиона тона угља, а рудника Угљевик 1,75 милиона тона угља годишње. С обзиром да су постојећи површински копови на крају резерви, потребно је отварање нових у сљедећих 3-5 година година. Потребна је и обнова рударске механизације.
У близини локације Станари, на којој се производи угаљ за термоелектране (продаја у ФБиХ, 45% пласмана) и за широку потрошњу, изграђена је термоелектрана Станари инсталисане снаге 300 МW.
| Ред. број           | НАЗИВ ПРОИЗВОДНОГ КАПАЦИТЕТА И ВРСТА УГЉА | РЕЗЕРВЕ (000 t)     | РЕЗЕРВЕ (000 t)   | РЕЗЕРВЕ (000 t)      | РЕЗЕРВЕ (000 t)         | РЕЗЕРВЕ (000 t) | РЕЗЕРВЕ (000 t)         | Hd (GJ/t) | Влага (%) | Пепео (%) | Сумпор укупни (%) |
| Ред. број           | НАЗИВ ПРОИЗВОДНОГ КАПАЦИТЕТА И ВРСТА УГЉА | Билансне (A+B+C1)   | Билансне (A+B+C1) | Ванбилансне (A+B+C1) | Потенцијалне (C2+D1+D2) | Укупне geološke | Експлоатационе (A+B+C1) | Hd (GJ/t) | Влага (%) | Пепео (%) | Сумпор укупни (%) |
| РЕПУБЛИКА СРПСКА    |                                           |                     |                   |                      |                         |                 |                         |           |           |           |                   |
| 1                   | Рудник Угљевик (М)                        | Рудник Угљевик (М)  | 247409            | 17792                | 114558                  | 265201          | 206507                  | 13,28     | 26        | 19,4      | 4,59              |
| 2                   | Рудник Станари (Л)                        | Рудник Станари (Л)  | 82559             | 34668                | 9596                    | 126823          | 73271                   | 9,646     | 50,75     | 5,74      | 0,17              |
| 3                   | Рудник Гацко (Л)                          | Рудник Гацко (Л)    | 269958            | 37862                | /                       | 307320          | 245662                  | 10,276    | 37,45     | 15,78     | 1,48              |
| 4                   | Рудник Миљевина (М)                       | Рудник Миљевина (М) | 21200             | 15800                | 40100                   | 77100           | 19080                   | 11,7-14,8 | 24,9      | 24,83     | 2,2               |
| 5                   | Котор Варош (М)*                          | Котор Варош (М)*    | 16410             |                      | 1359                    |                 |                         | 14,5      | 26,21     | 26,06     | 1,4               |
| 6                   | Љешљани (М)*                              | Љешљани (М)*        | 8843              | 195                  | 10000                   |                 |                         | 14,39     | 24,89     | 28,04     | 1,53              |
| 7                   | Рамићи (Л)*                               | Рамићи (Л)*         | 37596             |                      |                         | 37 596          | 33836,4                 | 9,68      | 42,86     | 15,82     | 3,88              |
| Укупно лигнит РС    | Укупно лигнит РС                          | Укупно лигнит РС    | 390113            | 72530                | 9596                    | 471739          | 352769                  |           |           |           |                   |
| Укупно мрки угаљ РС | Укупно мрки угаљ РС                       | Укупно мрки угаљ РС | 293862            | 33787                | 166017                  | 342301          | 225587                  |           |           |           |                   |
| УКУПНО РС           | УКУПНО РС                                 | УКУПНО РС           | 683975            | 106317               | 175613                  | 814040          | 578356                  |           |           |           |                   |

Легенда
- М- мрки угаљ
- Л – лигнит

У Републици Српској тренутно се експлоатација угља одвија на три рудника површинске експлоатације: Гацко, Угљевик и Станари.

## Рудник и Термоелектрана Угљевик
Зависно предузеће „Рудник и Термоелектрана Угљевик“ ад Угљевик послује у оквиру Мешовитог холдинга „Електропривреда Републике Српске“. Претежна делатност предузећа је производња термоелектричне енергије и експлоатација и продаја угља.
Први радови на експлоатацији угља на подручју Угљевичког угљеног басена почели су 1899. године, када је отворен рудник "Угљевик", и од тада се рударски радови одвијају у континуитету.
Главни радови на изградњи Рудника и Термоелектране „Угљевик 1“ снаге 300 МВ и просечне годишње производње од 1.560 ГВх, почели су 1977. године, а завршени су 1985. године када је Термоелектрана ступила у редован рад.
Термоелектрана се угљем снабдева из сопственог копа. На основу доказаних резерви угља и потреба Термоелектране „Угљевик 1“ изграђен је површински коп „Богутово Село“ годишњег капацитета 1,75 милиона тона угља. Предстоји отварање новог површинског копа „Угљевик исток“ из којег ће се термоелектрана убудуће снабдевати угљем.
У Рудник и Термоелектрану Угљевик у протеклих неколико година уложена су значајна средства за набавку нове рударске механизације и реконструкцију и замену појединих објеката термоелектране с циљем подизања погонске спремности овог објекта.

### Гатачки угљени басен
Гатачки угљени басен је смештен у великом Гатачком пољу и простире се на површини од око 40 km² на надморској висини око 940 m. Басен је изграђен од угљоносних наслага исталожених у депресији дубокој око 600 m.
Лежиште угља састоји се од четири угљена слоја:
- Главни (дебљина слоја од 11 do 25 m)
- 1. подински (дебљина слоја 13,2 m)
- 2. подински (дебљина слоја 10 m)
- Повлатни (дебљина слоја 40 m)

## Индустрија нафте
Производна предузећа у нафтној индустрији производе нафтне деривате у складу са захтевним европскимх стандарда, који се пласирају како на домаће тржиште, тако и на тржишта земаља у региону и Европске уније. 
Поновним покретањем производње, нафтно тржиште у Републици Српској и БиХ се знатно стабилизовало, што је повећанало сигурност снабдевања дериватима нафте.
Нафтну индустрију Републике Српске чине два производна предузећа: 
„Рафинерија нафте“ а.д. Брод„ која се састоји се од два одвојена производна низа укупног инсталисаног капацитета прераде од око 4,2 милиона тона сирове нафте годишње. Капацитет „старе линије“ прераде износи 1,2 милиона т/год., а „нове линије“, која је у фази ремонта и модернизације, око 3 милиона т/год. сирове нафте. Осим наведеног, рафинерија обухвата помоћне изван-процесне капацитете, као што су складишни и утоварни капацитети, базна помоћна постројења и бакље.
Рафинерија уља“ а.д. Модрича  - производи  око 55,7 хиљада тона деривата (сумпор, платформат и др.). За потребе технолошког процеса у рафинерији планирана је потрошња око 87,6 хиљада тона рафинеријског гаса, ТНГ, мазута и осталих дериват
Наведена производна предузећа производе нафтне деривате у складу са захтевним европскимх стандарда, који се пласирају како на домаће тржиште, тако и на тржишта земаља у региону и Европске уније. 
Поновним покретањем производње, нафтно тржиште у Републици Српској и БиХ се знатно стабилизовало, што је  повећанало сигурност снабдевања дериватима нафте.

## Природни гас
С обзиром да Република Српска нема домаће производње природног гаса, билансиране количине обухватају увоз и потрошњу. Процењена потрошња природног гаса за 2015. годину одступа од планиране због постепеног повећања, односно постизања ранијег обима рада „Алумине“ д.о.о. (некадашња фабрика глинице „Бирач“), која у укупној потрошњи природног гаса у Републици Српској учествује са 80-90 %.  Обзиром на учешће „Алумине“ д.о.о. од преко 80% у потрошњи природног гаса, планирана нормализација рада исте утицаће на нормализацију у сектору природног гаса у Републици Српској. 

## Енергетски објекти и оператори Републике Српске
Енергетски објекти Републике Српске имају:
- Укупну инсталирану снагу од 1,744 МW.
- Постојеће електране производе око 7.000 GWh електричне енергије годишње, а за подмиривање домаће потрошње потребно је око 3.500 GWh годишње.

Оператор дистрибутивног система (ОДС) одговоран је за давање одобрења за повезивање на дистрибутивну мрежу.
У Републици Српској тренутно постоји пет компанија које имају дозволу за обављање послова оператора дистрибутивног система и свака од њих послује у оквиру својих дистрибутивних подручја:
1. МХ ЕРС ЗП Електро Добој а.д. Добој
2. МХ ЕРС ЗЕДП Електро-Бијелјина а.д. Бијељина
3. МХ ЕРС ЗП Електрокрајина а.д. Бања Лука
4. МХ ЕРС ЗП Електродистрибуција а.д. Пале
5. МХ ЕРС Требиње ЗП Електро-Херцеговина а.д. Требиње.

## Укупни бруто производ енергетике РС
У складу са Стратегијом развоја енергетике Републике Српске до 2030. године очекивана бруто финална потрошња енергије за 2005. годину је износила 1225,2 ktoe, а за 2010. око 1294,4 ktoe и то по сценарију нижег БДП раста. Према Стратегији овај параметар за 2009. годину најреалније би одговарао као за 2005. годину обзиром да према Енергетском билансу не износи више од 850 ktoe. Дакле за 2009. годину очекивана бруто финална потрошња износи 1225,2 ktoe, наравно за референтни сценарио. Сценарио енергетске ефикасности предвиђа уштеду сваке године орјентационо по 1% до 2020. године.
| Енергетски објекти      | 2006  | 2007  | 2008  | 2009  | 2010  | 2011  | 2012  | 2013  | 2014  | 2015  | 2016  | 2017  | 2018  |
| ----------------------- | ----- | ----- | ----- | ----- | ----- | ----- | ----- | ----- | ----- | ----- | ----- | ----- | ----- |
| Хидроелектране          | 2.624 | 1.868 | 2.003 | 2.649 | 3.330 | 1.856 | 1.886 | 3.014 | 2.621 | 2.276 | 2.691 | 1.747 | 2.985 |
| Термоелектране          | 3.050 | 2.835 | 3.343 | 3.239 | 3.091 | 3.717 | 3.510 | 3.657 | 3.381 | 3.560 | 5.238 | 5.326 | 5.784 |
| Остала производња       | ...   | ...   | ...   | 9     | 9     | ...   | ...   | 22    | 12    | 45    | 57    | 71    | 75    |
| УКУПНА БРУТО ПРОИЗВОДЊА | 5.674 | 4.703 | 5.346 | 5.897 | 6.430 | 5.573 | 5.396 | 6.693 | 6.014 | 5.881 | 7.986 | 7.144 | 8.844 |

| Потрошачи         | 2006  | 2007  | 2008  | 2009  | 2010  | 2011  | 2012  | 2013  | 2014  | 2015  | 2016  | 2017 | 2018  |
| ----------------- | ----- | ----- | ----- | ----- | ----- | ----- | ----- | ----- | ----- | ----- | ----- | ---- | ----- |
| ФИНАЛНИ ПОТРОШАЧИ | 2.608 | 2.708 | 2.826 | 2.847 | 2.922 | 2.970 | 3.000 | 3.104 | 3.129 | 3.293 | 3.489 | 3.12 | 3.655 |
| Индустрија        | 482   | 535   | 526   | 507   | 495   | 521   | 532   | 597   | 615   | 642   | 820   | 924  | 934   |
| Грађевинарство    | 19    | 23    | 24    | 26    | 26    | 28    | 30    | 32    | 33    | 34    | 34    | 36   | 30    |
| Саобраћај         | 23    | 22    | 24    | 20    | 23    | 23    | 23    | 23    | 20    | 21    | 19    | 19   | 20    |
| Домаћинства       | 1.501 | 1.562 | 1.598 | 1.663 | 1.685 | 1.676 | 1.683 | 1.709 | 1.697 | 1.745 | 1.753 | 1.68 | 1.753 |
| Пољопривреда      | 16    | 20    | 7     | 10    | 18    | 29    | 27    | 28    | 34    | 38    | 37    | 37   | 41    |
| Остали потрошачи  | 567   | 546   | 647   | 621   | 675   | 693   | 705   | 715   | 730   | 813   | 826   | 828  | 877   |

## Предности енергетског система РС
У области енергетике од посебног значаја за Републику Српску су:
- изграђени производни енергетски капацитети као што су хидроелектране, термоелектране или топлане
- географски положај преносних система између региона са вишковима и региона са мањком електричне енергије

Посебну предност енергетике Републике Српске имају:
- техничке карактеристике преносног система у складу са захтевима Европског удружења за координацију преноса електричне енергије („UCTE“)

- потенцијали обновљивих извора енергије

## Слабости енергетског система РС
Слабост енергетике Републике Српске представља
- слабо коришћење енергетски капацитет

- препуштање обновљивих ресурса приватним инвеститорима без јасно дефинисане стратегије, критеријума и оцене добробити за Републику Српску и локалну самоуправу

- нерационално коришћење и велика специфична потрошња енергије, посебно електроенергије

- енергетска ефикасност још није сврстана међу стратешке приоритете и одговарајуће системе финансирања

- мали ниво улагања у истраживање енергетских потенцијала Републике Српске и неизграђеност енергетских капацитета последњих деценија

- повећана старост енергетских објеката и мрежа, као и део током рата уништених капацитета

- неусаглашеност планова развоја између произвођача, преноса и дистрибутера електричне енергије